# HMS Alderney (P416)
Pour les autres navires du même nom, voir HMS Alderney.
Le HMS Alderney (pennant number : P416) était un sous-marin britannique de classe Amphion de la Royal Navy. Il fut construit par Vickers-Armstrongs à Barrow-in-Furness et lancé le 25 juin 1945 par Mme Molly Wallis, épouse de Sir Barnes Wallis. Il était le 12e navire de la classe. Il a été mis à la ferraille en 1972.

## Conception
Comme tous les sous-marins de classe Amphion, le HMS Alderney avait un déplacement de 1 360 tonnes à la surface et de 1 590 tonnes lorsqu’il était immergé. Il avait une longueur totale de 89,46 m, un maître-bau de 6,81 m et un tirant d'eau de 5,51 m. Le sous-marin était propulsé par deux moteurs diesel à huit cylindres Admiralty ML développant chacun une puissance de 2 150 ch (1 600 kW). Il possédait également quatre moteurs électriques, produisant chacun 625 ch (466 kW) qui entraînaient deux arbres d'hélice. Il pouvait transporter un maximum de 219 tonnes de gazole, mais il transportait habituellement entre 159 et 165 tonnes.
Le sous-marin avait une vitesse maximale de 18,5 nœuds (34,3 km/h) en surface et de 8 nœuds (15 km/h) en immersion. Lorsqu’il était immergé, il pouvait faire route à 3 nœuds (5,6 km/h) sur 90 milles marins (170 km) ou à 8 nœuds (15 km/h) sur 16 milles marins (30 km). Lorsqu’il était en surface, il pouvait parcourir 15200 milles marins (28 200 km) à 10 nœuds (19 km/h) ou 10500 milles marins (19 400 km) à 11 nœuds (20 km/h). Le HMS Alderney était équipé de dix tubes lance-torpilles de 21 pouces (533 mm), d’un canon naval QF de 4 pouces Mk XXIII, d’un canon de 20 mm Oerlikon et d’une mitrailleuse Vickers de .303 British. Ses tubes lance-torpilles étaient montés à la proue et la poupe, et il pouvait transporter vingt torpilles. Son effectif était de soixante et un membres d’équipage.

## Engagements
Le HMS Alderney reçoit le nom d’une des îles Anglo-Normandes, nommée « Aurigny » en français. Son insigne officiel reprend les armoiries de l’île : sur fond vert, un lion d'or debout, coiffé de la couronne de saint Édouard (celle des monarques britanniques), tenant dans sa patte droite un rameau. Mais l’équipage se dote d’un insigne officieux moins noble, voire irrévérencieux : une vache paissant dans un champ nous montre son derrière ! Sous l’insigne, la devise (en français, langue parlée sur les îles Anglo-Normandes) « Crème de la crème ». Située en face de la Normandie, l’île est en effet également connue pour la qualité de ses produits laitiers.
Le HMS Alderney a effectué trois commissions entre 1954 et 1963 avec la 6e Escadrille de sous-marins à Halifax, en Nouvelle-Écosse, effectuant des exercices avec la Marine royale canadienne et l’Aviation royale canadienne. En septembre 1952, le HMS Artemis a remplacé le HMS Alderney, endommagé, qui avait développé des problèmes lors de l’entraînement avec des navires de la Marine royale canadienne au large des Bermudes. Il a été modernisé lors d’un long carénage à l’arsenal de Portsmouth entre 1956 et 1958. En 1965, il est remis en service pour la huitième fois et est affecté à la 1ère escadrille de sous-marins du HMS Dolphin. En 1965 et 1966, il est présent aux Navy Days à Portsmouth,. Il a été désarmé en 1966 et a été démantelé à Troon, en Écosse, le 1er février 1970.

## Commandants
- 1956-1960 : Lieutenant commander Hedgcock, RN
- 1961-1963 : Lieutenant commander Ralph Cudworth, IA
- 1965 : Lieutenant commander A. M. Bruce, RN
- 1966 : Lieutenant commander F. D. Lown, RN